# Léonard Boudin
 (décembre 2011).
Si vous disposez d'ouvrages ou d'articles de référence ou si vous connaissez des sites web de qualité traitant du thème abordé ici, merci de compléter l'article en donnant les références utiles à sa vérifiabilité et en les liant à la section « Notes et références ».
Léonard Boudin (1735 à Paris - 20 novembre 1807 à Paris) était un ébéniste célèbre français.

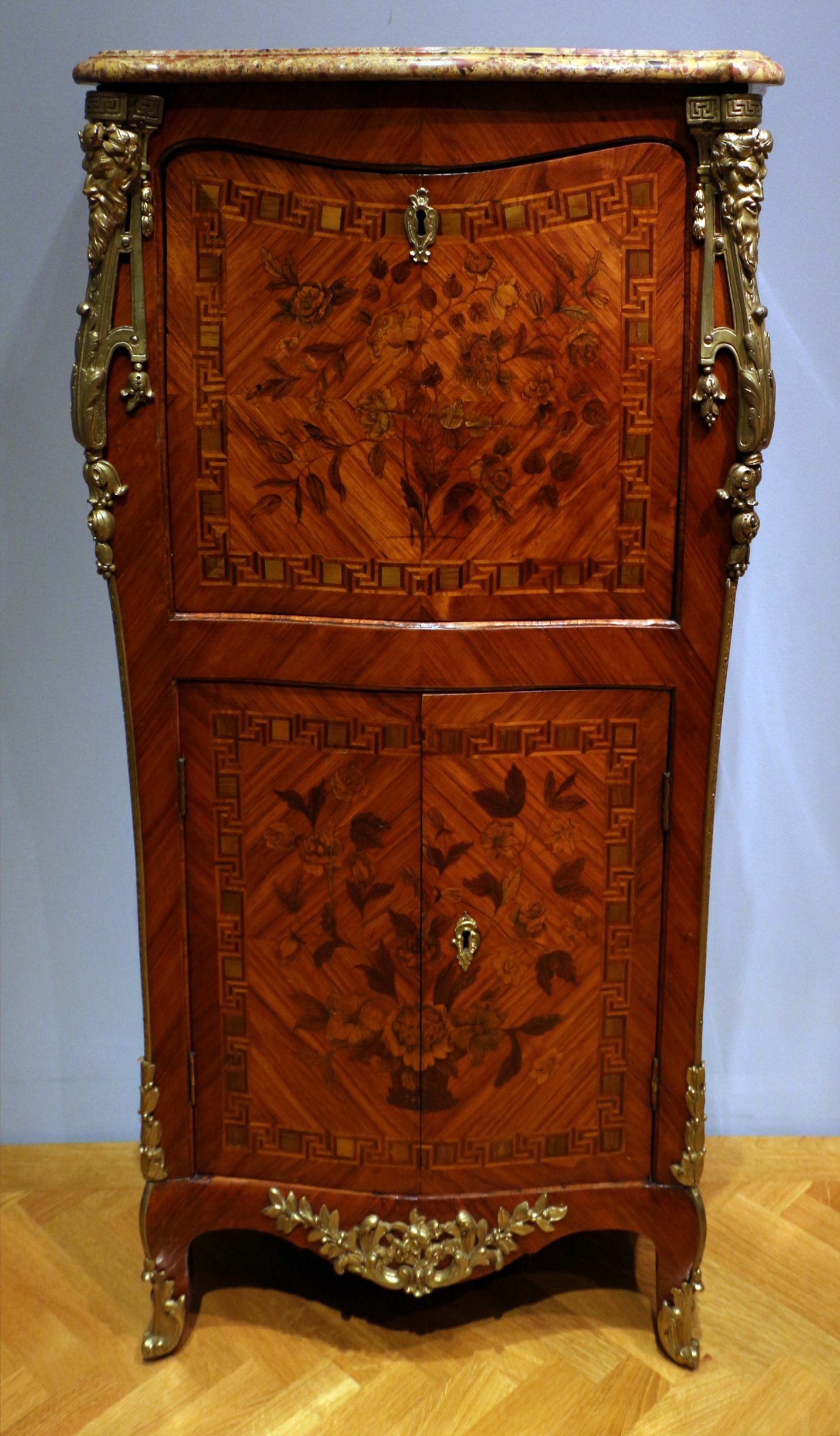
Secrétaire au Cleveland Museum of Art

## Biographie
Au début de sa carrière, il fut chargé par Pierre Migeon IV, Louis Peridiez, Louis Moreau de la fabrication de meubles en marqueterie à fleurs et en vernis de style chinois. Il acquit la maîtrise le 4 mars[réf. souhaitée] 1761 et s'installa rue Traversière. Il est considéré comme un artisan fameux ; ayant une renommée importante à l'époque. À partir de 1772, il devient marchand-mercier. Il fit commerce et fit travailler à son tour de bons ébénistes tels que Denizot, Evalde et Charles Topino. 
Les meubles portant sa marque attestent la finesse de son goût. Presque tous se distinguent par leurs jolies lignes, leurs proportions harmonieuses, leur aspect léger et pimpant. Compte tenu qu'il employait plus son estampille comme une marque de commerce plutôt que de fabrique, sa signature n'est jamais négligeable, en raison de sa compétence qui le guidait dans ses achats et l'orgueil qu'il attachait à la renommée de sa maison. Les pièces Louis XV ont toutes chances d'être effectivement de sa main, celles de style Louis XVI sont souvent l'œuvre d'autres ébénistes, travaillant parfois sur ses indications qu'il revendait. Ses meubles sont particulièrement recherchés.
Sa production se caractérise par « des compositions florales assez fournies, marquetées en bois de couleur » et « de grandes rosaces plaquées en aile de papillon ».

## Musées
- Château de Versailles : Très belle commode en laque et bronze doré ouvrant à deux grands tiroirs en façade
- Musée Cognacq-Jay, Paris : table à écrire attribuée à Boudin (vers 1770)
- Château de Champs-sur-Marne
- Musée Carnavalet, Paris
- Musée du Louvre, Paris
- Musée Sandelin, Saint-Omer
- Cleveland Museum of Art : Secrétaire à abattant estampillé Boudin attribué à Roger Vandercruse
- Metropolitan Museum of Art : Deux tables rectangulaires dont une à marqueterie florales et encadrements